# Major Olímpio
Sérgio Olímpio Gomes (Presidente Venceslau,  20 de marzo de 1962 - São Paulo, 18 de marzo de 2021) más conocido como Major Olímpio, fue un policía y político brasileño, miembro del Partido Social Liberal (PSL). Fue diputado estadual por São Paulo y líder del Partido Laborista Democrático (PDT) durante su mandato en la Asamblea Legislativa de São Paulo (ALESP). En las elecciones estatales de 2014, fue elegido diputado federal por São Paulo.
En 2018 fue elegido para el Senado Federal del Brasil por el estado de São Paulo.

## Biografía
Nacido en Presidente Venceslau, São Paulo fue presidente de la Asociación Paulista de Oficiales de la Policía Militar del Estado de São Paulo. Como funcionario, estuvo en el cargo durante 29 años. Recibió una licenciatura en ciencias judiciales y sociales. Ha trabajado como periodista, docente de educación física, técnico en autodefensa, instructor de tiro y autor de libros enfocados en temas de seguridad. En 2006, fue elegido diputado estadual con 52.386 votos, siendo reelegido en 2010 con 135.409 votos. En 2015 inició su primer mandato como diputado federal tras ser elegido en las elecciones de 2014 con 179.196 votos. En 2006, se unió al Partido Verde, se postuló para diputado estadual y fue elegido.
En 2010, Olímpio se unió al Partido Laborista Democrático y fue reelegido diputado estadual. Posteriormente anunció su candidatura al gobierno de São Paulo en las elecciones de 2014.
En junio de 2013, Olímpio criticó al alcalde de São Paulo, Fernando Haddad, y al gobernador del estado de São Paulo, Geraldo Alckmin, por su postura frente a las protestas generales, afirmando que ambos deberían estar más centrados en las elecciones del próximo año que con la violencia y que "carecía de muñeca firme".
Olímpio fue líder del PDT en la Asamblea Legislativa, que dejó para asumir el cargo en la Cámara de Diputados.
En 2015, Olímpio asumió el cargo en su primer mandato como diputado federal, habiendo sido elegido en 2014 con 179.196 votos.
En noviembre de 2015, dejó el PDT y se unió al recién creado Partido de las Mujeres Brasileñas (PMB). En marzo de 2016 se incorporó a Solidariedade (SD).
Durante la juramentación del ex presidente Lula como Jefe de Gabinete, el 17 de marzo de 2016, Olímpio gritó "¡Qué vergüenza!", Siendo hostilizado por los invitados y sacado del lugar por los guardias de seguridad.
Olímpio fue candidato al Ayuntamiento de São Paulo en las elecciones de 2016 como miembro de Solidariedade (SD). Recibió 116,870 votos.
Olímpio votó a favor de la acusación de Dilma Rousseff en 2016. Durante el gobierno de Michel Temer, votó en contra del "Tope" del proyecto de ley de gasto público. En abril de 2017 se opuso a la Reforma Laboral. En agosto y octubre de 2017, Olímpio apoyó una solicitud para abrir una investigación contra el presidente Michel Temer.
Olímpio falleció como consecuencia de la pandemia COVID-19 el 18 de marzo de 2021  a los 58 años.